# Buvrinnes
Buvrinnes is een dorp gelegen in de provincie Henegouwen, en deelgemeente van de Belgische gemeente Binche. Tot 1 januari 1977 was het een zelfstandige gemeente.

## Bezienswaardigheden
- Het Château de Bois le Comte is een neoclassicistisch bouwwerk van 1883, gebouwd voor de gravin van Looz-Corswarem.
- De 17e-eeuwse kasteelhoeve van de voormalige heerlijkheid Walhain.
- De Sint-Pieterskerk (Église Saint-Pierre) is een neogotisch kerkgebouw van 1852-1854. Het bezit een belangrijk 15e-eeuws tabernakel en twee 16e-eeuwse altaarstukken: één in hout en één in steen.
- De Moulin Druart (ook: Moulin de la Basse-Egypte) is een ronde stenen molen van het type grondzeiler uit 1750. Het gevlucht is verdwenen, de kap is door een soort dakje vervangen en de molenromp is verbouwd tot woonhuis.
- De Watermolen van Dufour is een 19e-eeuwse bovenslagmolen op de Ruisseau de la Princesse. Rad en inrichting werden verwijderd en het molenhuis werd omgebouwd tot woonhuis. Een schoorsteen herinnert aan de stoommachine die hier werd geïnstalleerd.

## Natuur en landschap
Bij Buvrinnes ontspringt de Ruisseau de la Princesse, hier ook Samme genaamd. De hoogte aan de kerk bedraagt 157 meter.

## Demografische ontwikkeling
- Bronnen:NIS, Opm:1831 tot en met 1970=volkstellingen, 1976= inwoneraantal op 31 december

## Nabijgelegen kernen
Binche, Épinois, Mont-Sainte-Geneviève, Vellereille-les-Brayeux, Bienne-lez-Happart
Deelgemeenten: Binche · Bray · Buvrinnes · Épinois · Leval-Trahegnies · Péronnes-lez-Binche · Ressaix · Waudrez

Overige plaats: Battignies

Belgische gemeenten · Arrondissement Thuin · Henegouwen · Wallonië